# Вадул-Сирет
Вадул-Сирет — пассажирско-грузовая Межгосударственная передаточная станция Ивано-Франковской дирекции Львовской железной дороги на линии Черновцы-Северная — Вадул-Сирет между станциями Глубокая-Буковинская (отстоит на 6 км) и Викшаны (Румыния).
Расположена в селе Черепковцы Черновицкого района Черновицкой области.
Также есть площадка для перестановки колёсных пар, поскольку на Украине и в Румынии используется разная ширина колеи (1520 мм и 1435 мм соответственно).
Рядом со станцией проходит автодорога Т 2622.

## История
Станция была открыта в 1866 году". В 1969 году на станции был построен новый вокзал, который подвергся реконструкции в 2007—2008 гг. и был торжественно открыт 27 июня 2008 года.
В ходе ремонтных работ были обустроены отдельные помещения для пограничных, таможенных, ветеринарных и карантинных служб. Реконструированный вокзальный комплекс оборудован специальными залами для пребывания пассажиров с ограниченными физическими возможностями. Кроме того, построены береговая и островные платформы, обустроено 2000 метров кованого ограждения, проведен капитальный ремонт путей и вспомогательных зданий. Также отремонтированы стрелочные посты и хозяйственные здания.

## Пассажирское сообщение по станции
Станция является конечной для пригородных поездов со станции Черновцы. Все пассажирские поезда делают здесь остановку для прохождения пограничного и таможенного контроля и замены колесных пар. Расстояние от станции до государственной границы — 7 км.
С 13 декабря 2015 года «Укрзализныця» назначила ежедневные международные украинско-румынские поезда Вадул-Сирет — Бухарест и Вадул-Сирет — Cучава.
Поезд № 380 Вадул-Сирет — Бухарест будет отправляться со станции Вадул-Сирет в 13:40 и прибывать в Бухарест в 22:48. Обратно поезд будет отправляться в 06:15 и прибывать на станцию Вадул-Сирет в 15:40. Поезд № 385 Вадул-Сирет — Сучава будет отправляться со станции Вадул-Сирет в 16:35 и прибывать в Бухарест в 18:45. Обратно поезд будет отправляться в 10:55 и прибывать на станцию Вадул-Сирет в 12:35.
До поезда Вадул-Сирет — Cучава ежедневно можно доехать со станции Черновцы пригородным поездом, в зависимости от дня недели маршрута {Черновцы — Вадул-Сирет или Черновцы — Сторожинец (отправление из Черновцов в 09:25). С этим поездом раз в неделю следует беспересадочный вагон Киев — Бухарест. В обратном направлении до Черновцов пригородный поезд со станции Вадул-Сирет отправляется в 17:43.

## Галерея

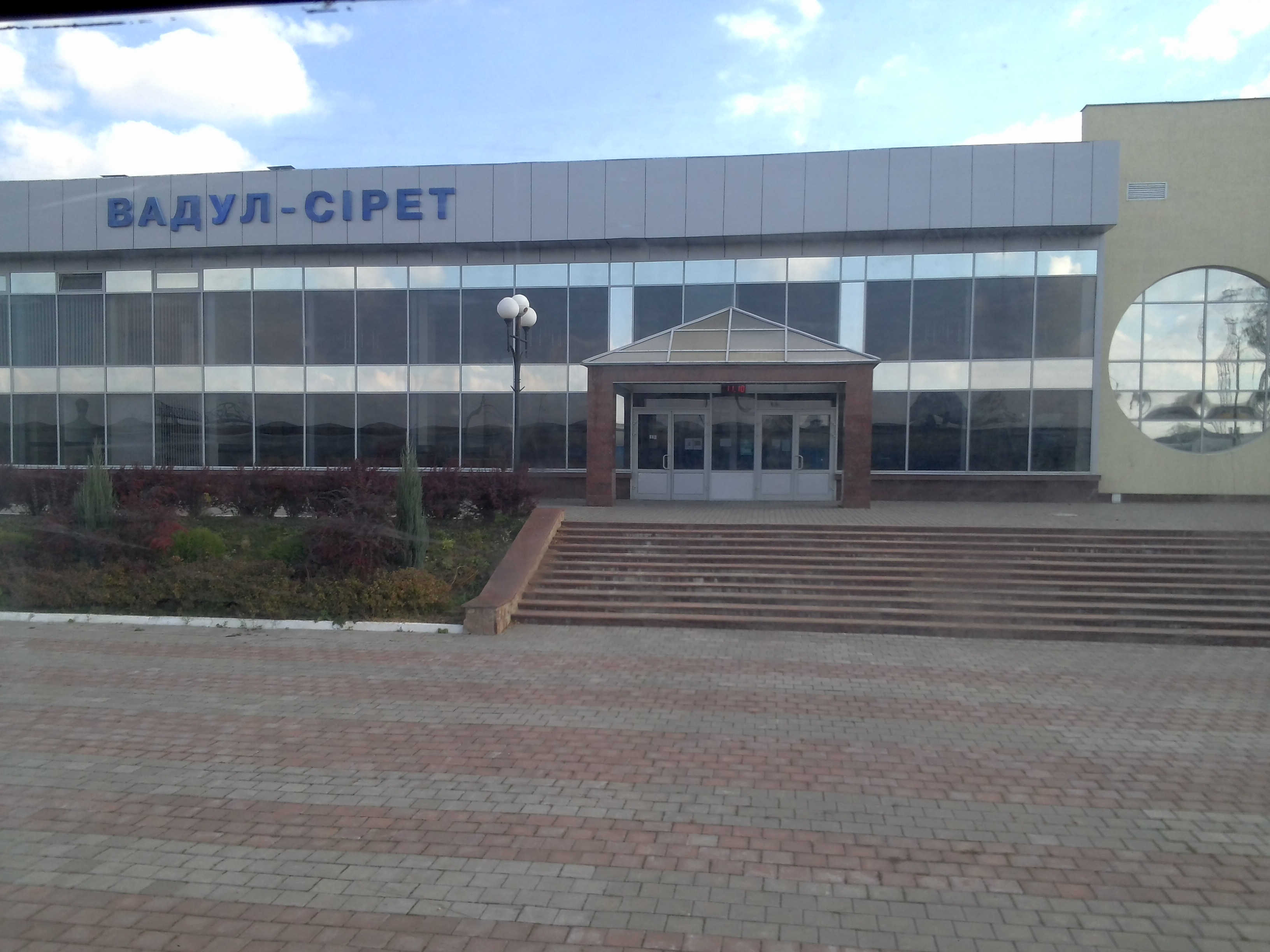
Вокзал станции Вадул-Сирет
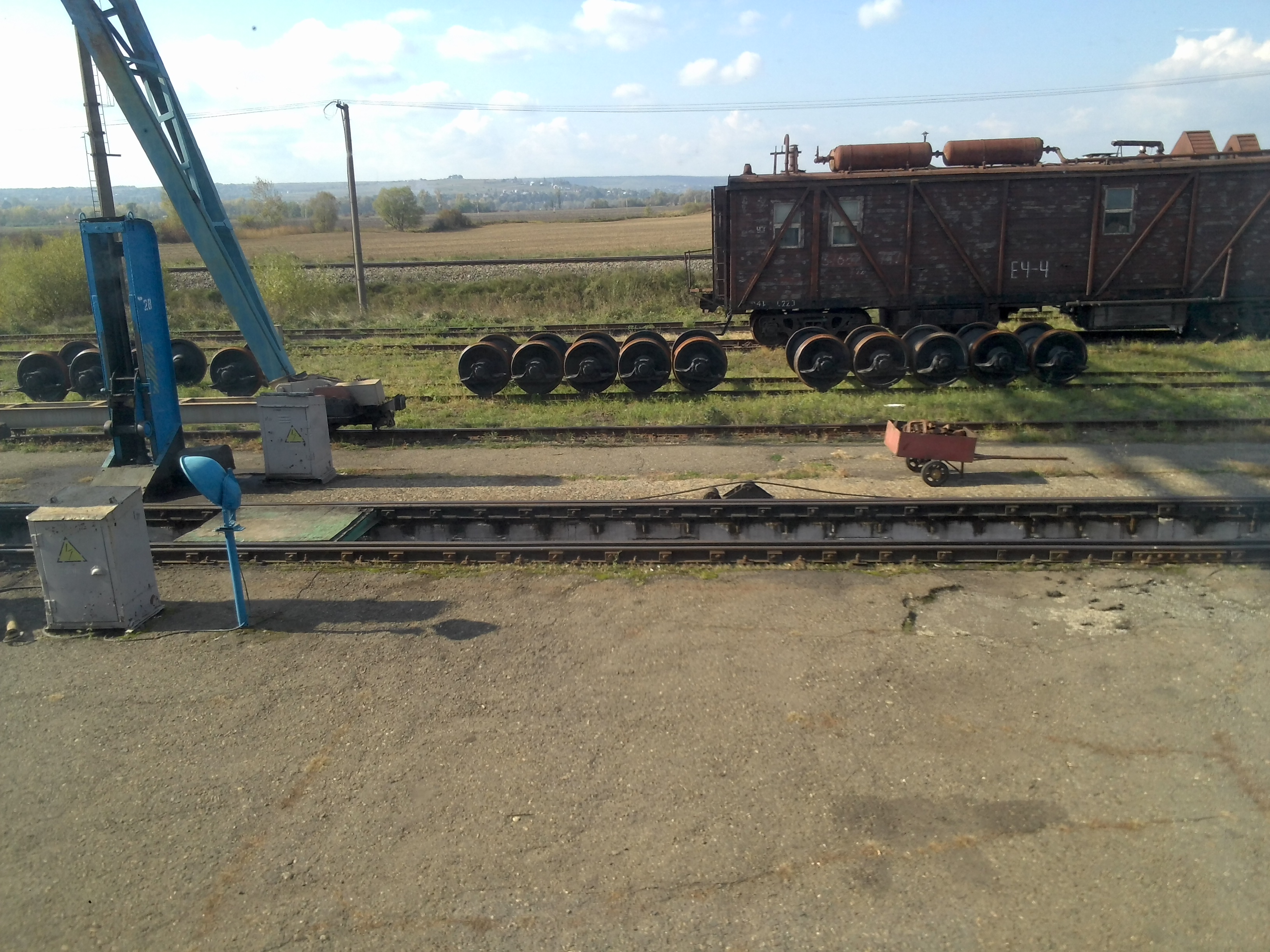
Площадка для перестановки колесных пар
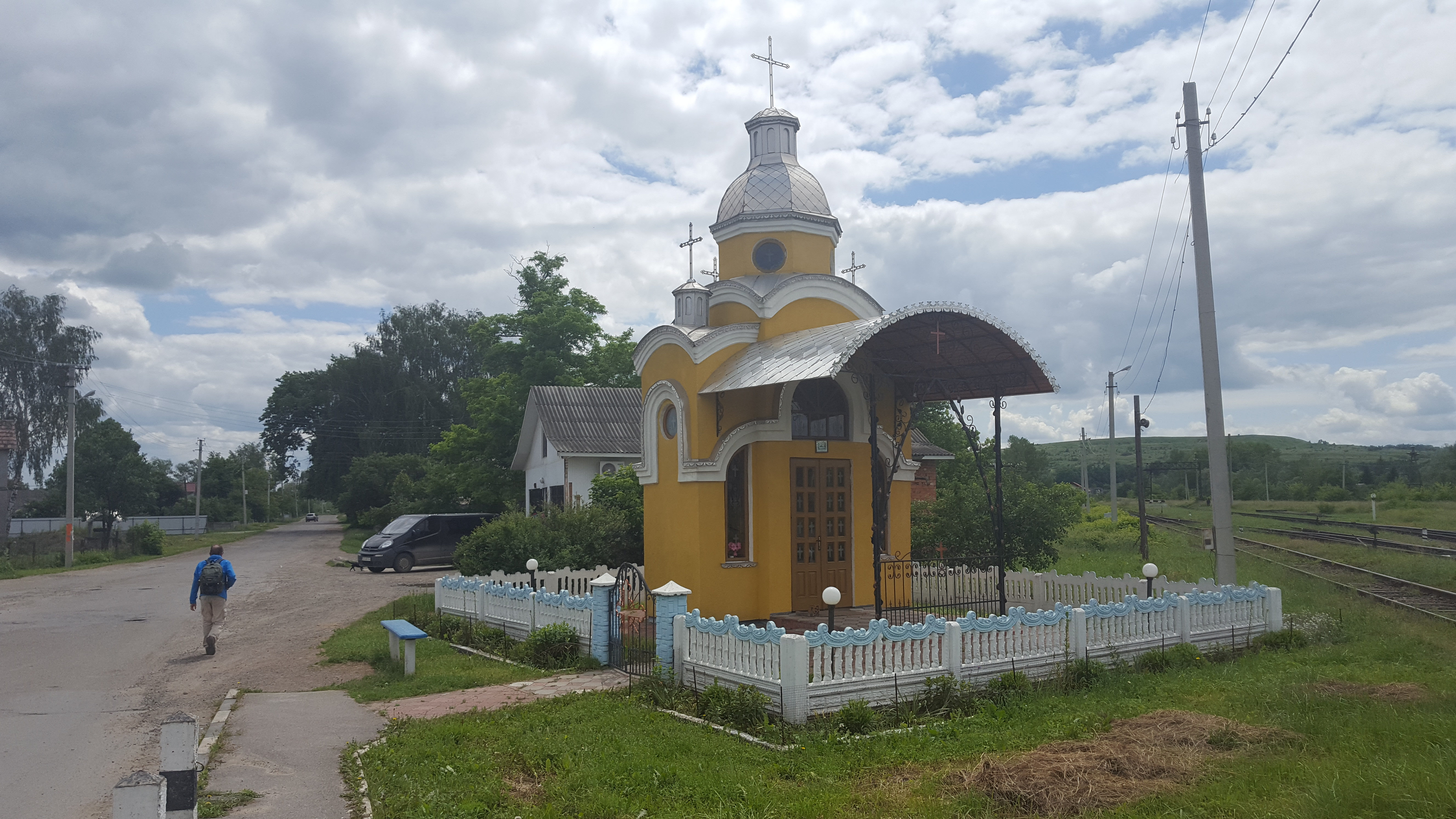
Часовня